# Yahya Kanu
James Yahya Kanu (ur. w Magburaka, zm. 29 grudnia 1992 w pobliżu Freetown) – sierraleoński wojskowy w stopniu pułkownika i polityk, były szef państwa od 30 kwietnia do 1 maja 1992 jako przewodniczący Tymczasowej Narodowej Rady Rządzącej.
Został wyszkolony wojskowo przez Brytyjczyków. W latach 90. zwalczał rebelie w pobliżu granicy z Liberią, m.in. odbił miasto Kenema. Jego rola w zamachu stanu z kwietnia 1992 nie jest jasna. Przejął władzę po ucieczce z kraju prezydenta Josepha Saidu Momoha, jednak prawdopodobnie nie był organizatorem puczu. W wywiadzie dla BBC dzień po zamachu określił się jako zwolennik wielopartyjnej demokracji, wspierający Momoha. Wkrótce został aresztowany przez Valentine’a Strassera, który przejął władzę nad krajem. Został oskarżony o przygotowywanie kolejnego przewrotu z politykami Kongres Ogólnoludowego i stracony 29 grudnia 1992 na plaży w pobliżu Freetown razem z 26 innymi ewentualnymi zamachowcami.